# Hemiunu
Hemiunu, "Ḥm_jwnw" vezír ve 4. dynastii s tituly   správce královské pečeti, představený královských písařů, supervizor projektu Chufuovy pyramidy.

## Genese
V rodové posloupnosti dědy faraona Snofrua, otce Nefermaata a strýce Rahotepa a s ohledem na manželku faraona Snofrua Hetepheres I., dcery faraona Huneje, byl vlastně i jeho pravnukem. Za života svého otce Nefermaata si osvojil zkušenosti z dynamického období vývoje stavebních praktik a systému budování "experimentálních" pravých pyramid za vlády faraona Snofrua, které zúročil jako projektant a supervizor stavby Velké pyramidy faraona Chufua, jehož byl synovcem. Jeho další tituly většinou zdědil po svém otci.
O jeho životě či rodině nejsou známé další podrobnosti. Publikované práce povětšinou vychází z poznatků získaných průzkumem jeho mastaby v Gíze, označené G 4000, a souvisejícího pohřebiště 

## Mastaba G4000

Fragmenty z hrobky G 4000; tituly–střední sloupec–kněz Ba-Neb-Tet, pravý sloupec–milován králem

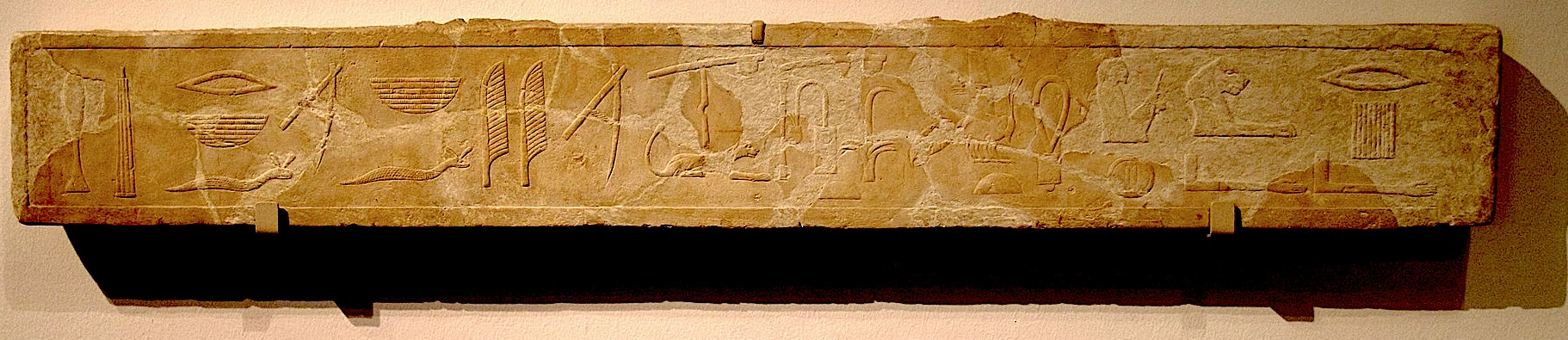
Architráv z hrobky G4000, Hemiunuova titulatura (⇐ čtení zprava doleva)
Dědičný princ, vezír, správce královské pečeti, vedoucí královských písařů, správce všech královských staveb Ḥmȋ-wnw

Na západní straně Velké pyramidy se rozkládá starověká nekropole. Hemiunuova mastaba (G4000) je od paty pyramidy vzdálená ~200 m a blíže k pyramidě jsou patrné plánovitě rozmístěné menší mastaby v sedmi řadách, velikostně shodných, oddělených „třídami“. Šest mastab za mastabou Hemiunuovou se datují do období Chufuovy vlády, další do pozdějšího období 4. dynastie s přesahem do 5. dynastie. Uvádí se, že Chufuovým záměrem bylo postavit zde hrobky pro členy královské rodiny a jejich následníků. Byla to vlastně součást systémového projektu stavby Velké pyramidy a celé další infrastruktury na gízské planině. Při navrhování nekropole pro Chufua a jeho dvůr nebyl tvar hrobů ponechán pouze tradici, byl specificky určen architektem, jistě se souhlasem, možná i s pomocí panovníka.
Hemiunuova hrobka, která na této zástavbě vévodí, je monumentem jeho výsostného postavení vedoucího projektanta a inspektora faraonových staveb, jak odpovídalo jeho pozici Chufuova synovce a syna Nefermaata, Chufuova staršího bratra. Byla postavena za Chufuovy vlády a datovaná do roků 15–19 jeho vlády.
Hrobka G4000 zaujímá obestavěnou plochu 1420 m2, je lemovaná zdmi a dlažbou, má dvě šachty hluboké 20 m vedoucí do hrobových komor s rozměrem 4,5x5,3 m a výšce 3,8 m, to vše obezděné kvalitními bloky z turského vápence. Z vnitřní výzdoby se zachovaly jen fragmenty s reliéfem Hemiunuovy postavy a dva tituly, dole – vyobrazení obětin na severní lícnici falešných dveří a architráv s nápisem titulu.

## Epilog
Monumenty nebyly jen symboly královské autority v celé zemi, byly také praktickými nástroji demonstrace autority v centrálním řízení ekonomiky. Pro místní obyvatelstvo byla významná i malá stupňovitá pyramida v jejich středu, která sloužila jako neustálá připomínka jejich ekonomické povinnosti vůči státu, povinnosti platit daně, respektu k soudům a projektům panovníka. Z pohledu státu památky a s nimi spojené administrativní budovy – s jedním zařízením v každé provincii – usnadnily a systematizovaly výběr příjmů. Na konci 3. dynastie panovník a jeho administrativa dosáhli svého konečného cíle, absolutní moci. Pódium bylo připraveno pro největší královský projekt, jaký kdy svět dosud viděl. Vývoj monumentálních staveb se v historii významněji zapsal od konce 2. dynastie, kdy Chasechemuej postavil svoji hrobku v Abydu a monument v Hierakonpolisu, ve 3. dynastii Džoserova skládaná stupňovitá pyramida architekta Imhotepa, která zaznamenala nové stavební prvky a rozsáhlejší použití kamene. Pomineme-li méně významné stavby v Sakkáře a Záwíjit el-Arján, vstoupily do historie Snofruovy stavební experimenty v Dáhšúru a Médúmu s vyústěním do pravé červené pyramidy. Ta v podstatě byla vzorem pro projekt Chufuovy Velké Pyramidy. Souběžně se formoval systém logistického zázemí zmíněných staveb, včetně rozvoje specializovaných profesí pracovních skupin, ale také nezbytných řídících funkcí, kde ve vrcholné pozici byl faraon a ve 4. dynastii převážně řídícími úředníky členové rozvětvené královské rodiny. Zde popisovaná postava prince, vezíra a synovce faraona Chufua Hemiunua s titulem „Vezír dozorce všech královských staveb“    je tedy neopomenutelnou významnou historickou postavou.